# Menhir de Kerara
Le menhir de Kerara est un menhir situé à Moustoir-Ac, dans le Morbihan en France.

## Historique
Le menhir est classé au titre des monuments historiques par arrêté du 6 avril 1965.

## Description
Le menhir mesure 3,65 m de hauteur, 1,25 m  de largeur, son épaisseur varie de 0,70 à 0,90 m selon les côtés.
Il est situé à 280 m au sud-est du grand menhir de Kermarquer. 